# Gostinca
Gostinca – wieś w Słowenii, w gminie Podčetrtek. W 2018 roku liczyła 92 mieszkańców.